# Mios
Mios [mjɔs] est une commune du Sud-Ouest de la France, située dans le département de la Gironde (région Nouvelle-Aquitaine), dans le canton de Gujan-Mestras.
Ses habitants sont appelés les Miossais.

## Géographie

### Localisation
Mios se situe au sud-ouest du département de la Gironde et plus précisément dans le Val de l'Eyre, dans la forêt des Landes. Elle fait partie du parc naturel régional des Landes de Gascogne. La commune a la forme d’un fuseau allongé placé dans un axe approximatif sud-ouest/nord-est. Sa limite nord touche le lieu-dit de Croix-d’Hins, tandis que sa pointe sud-ouest passe près du lieu-dit Gare de Caudos sur la route menant à Sanguinet. Environ vingt-huit kilomètres séparent ces deux extrémités. Sa largeur est estimée à huit kilomètres pour une superficie de 13 741 hectares. Cette grande superficie place la commune au premier rang du canton de Gujan-Mestras. Son altitude varie de quatre à environ 65 mètres.

### Communes limitrophes
Les communes limitrophes sont Le Barp, Biganos, Cestas, Salles, Le Teich, Marcheprime et Sanguinet.
| Biganos  | Marcheprime | Cestas  |
| Le Teich | Mios        | Le Barp |
|          | Salles      | Salles  |

### Géologie et relief
Le territoire est essentiellement constitué par une grande plaine au sol sablonneux et aride.

### Hydrographie
Les terres de la commune sont arrosées par l'Eyre et ses affluents, le ruisseau de Lacanau et le ruisseau de la Surgenne, parfois nommé « Ruisseau de l'Île ».

### Climat
Pour des articles plus généraux, voir Climat de la Nouvelle-Aquitaine et Climat de la Gironde.
Historiquement, la commune est exposée à un climat océanique aquitain.  
En 2020, Météo-France publie une typologie des climats de la France métropolitaine dans laquelle la commune est exposée à un climat océanique et est dans la région climatique  Littoral charentais et aquitain, caractérisée par une pluviométrie élevée en automne et en hiver, un bon ensoleillement, des hiver doux (6,5 °C), soumis à la brise de mer.
Pour la période 1971-2000, la température annuelle moyenne est de 13,1 °C, avec une amplitude thermique annuelle de 14 °C. Le cumul annuel moyen de précipitations est de 964 mm, avec 12,5 jours de précipitations en janvier et 7 jours en juillet. Pour la période 1991-2020, la température moyenne annuelle observée sur la station météorologique la plus proche, située dans la commune de Belin-Béliet à 17 km à vol d'oiseau, est de 14,0 °C et le cumul annuel moyen de précipitations est de 927,7 mm,. Pour l'avenir, les paramètres climatiques de la commune estimés pour 2050 selon différents scénarios d’émission de gaz à effet de serre sont consultables sur un site dédié publié par Météo-France en novembre 2022.

## Urbanisme

### Typologie
Au 1er janvier 2024, Mios est catégorisée bourg rural, selon la nouvelle grille communale de densité à sept niveaux définie par l'Insee en 2022.
Elle appartient à l'unité urbaine de Mios, une unité urbaine monocommunale constituant une ville isolée,. Par ailleurs la commune fait partie de l'aire d'attraction de Bordeaux, dont elle est une commune de la couronne,. Cette aire, qui regroupe 275 communes, est catégorisée dans les aires de 700 000 habitants ou plus (hors Paris),.

### Occupation des sols

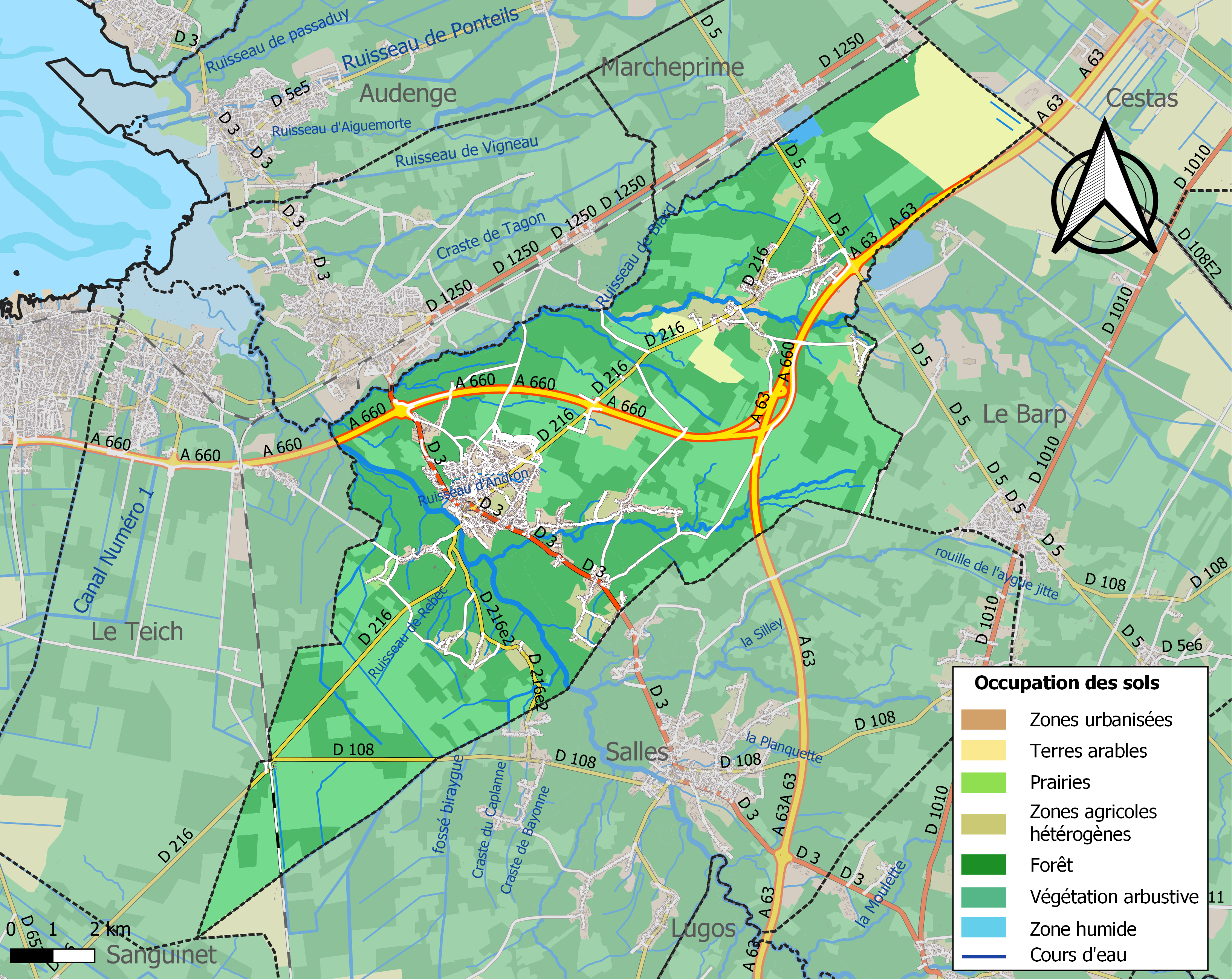
Carte des infrastructures et de l'occupation des sols de la commune en 2018 (CLC).

L'occupation des sols de la commune, telle qu'elle ressort de la base de données européenne d’occupation biophysique des sols Corine Land Cover (CLC), est marquée par l'importance des forêts et milieux semi-naturels (82,1 % en 2018), en diminution par rapport à 1990 (84,1 %). La répartition détaillée en 2018 est la suivante : 
forêts (47,2 %), milieux à végétation arbustive et/ou herbacée (34,9 %), terres arables (5,9 %), zones urbanisées (5,5 %), zones agricoles hétérogènes (4,6 %), zones industrielles ou commerciales et réseaux de communication (0,9 %), mines, décharges et chantiers (0,3 %), espaces verts artificialisés, non agricoles (0,3 %), prairies (0,2 %), eaux continentales (0,2 %). L'évolution de l’occupation des sols de la commune et de ses infrastructures peut être observée sur les différentes représentations cartographiques du territoire : la carte de Cassini (XVIIIe siècle), la carte d'état-major (1820-1866) et les cartes ou photos aériennes de l'IGN pour la période actuelle (1950 à aujourd'hui).

### Voies de communication et transports
La commune est desservie par l'autoroute A660 (sorties  01 et  02), et l'A63.

### Risques majeurs
Le territoire de la commune de Mios est vulnérable à différents aléas naturels : météorologiques (tempête, orage, neige, grand froid, canicule ou sécheresse), inondations, feux de forêts et séisme (sismicité très faible). Un site publié par le BRGM permet d'évaluer simplement et rapidement les risques d'un bien localisé soit par son adresse soit par le numéro de sa parcelle.
La commune a été reconnue en état de catastrophe naturelle au titre des dommages causés par les inondations et coulées de boue survenues en 1982, 1999, 2009, 2014 et 2020,.
Mios est exposée au risque de feu de forêt. Depuis le 20 avril 2016, les départements de la Gironde, des Landes et de Lot-et-Garonne disposent d’un règlement interdépartemental de protection de la forêt contre les incendies. Ce règlement vise à mieux prévenir les incendies de forêt, à faciliter les interventions des services et à limiter les conséquences, que ce soit par le débroussaillement, la limitation de l’apport du feu ou la réglementation des activités en forêt. Il définit en particulier cinq niveaux de vigilance croissants auxquels sont associés différentes mesures,.

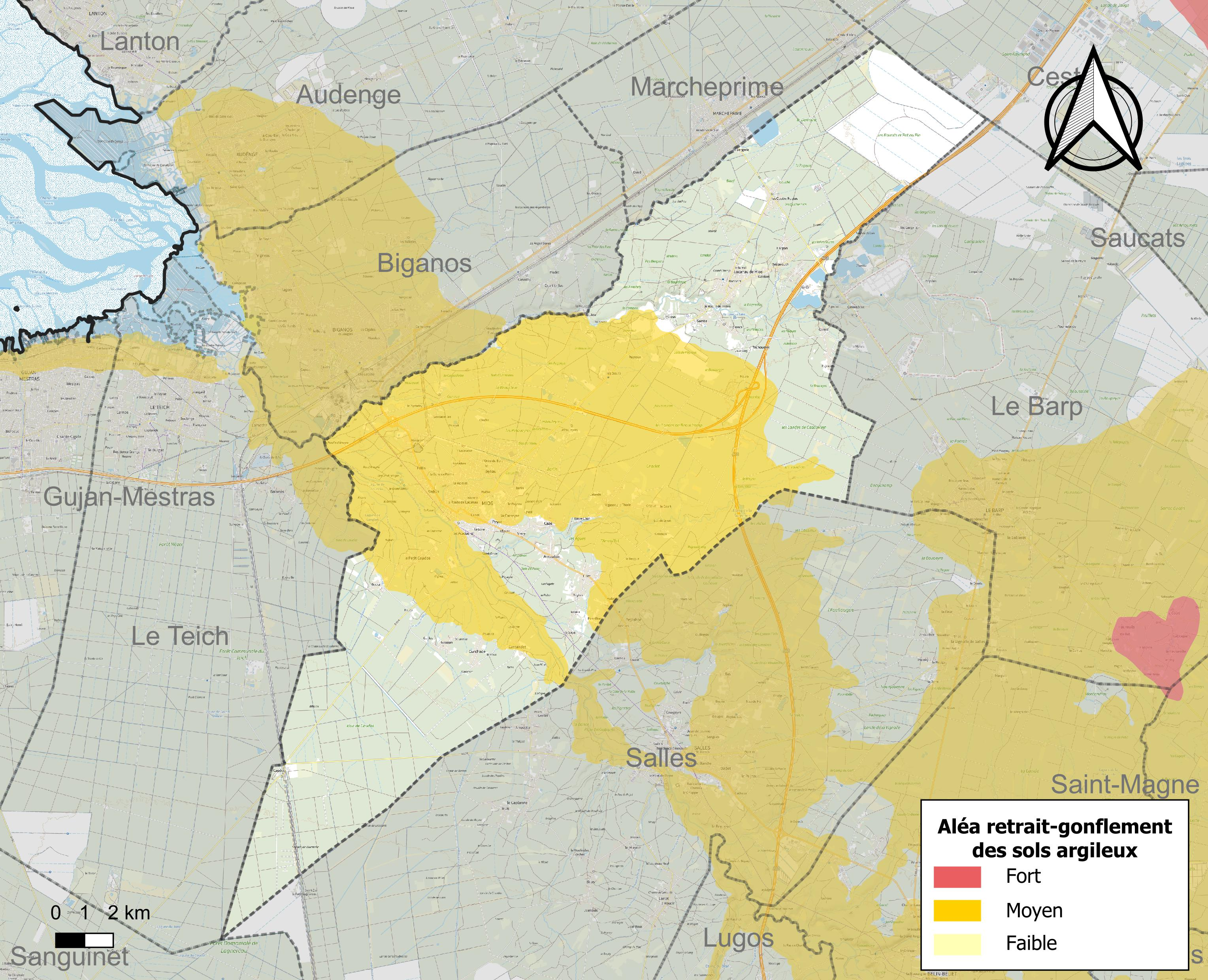
Carte des zones d'aléa retrait-gonflement des sols argileux de Mios.

Le retrait-gonflement des sols argileux est susceptible d'engendrer des dommages importants aux bâtiments en cas d’alternance de périodes de sécheresse et de pluie. 43,5 % de la superficie communale est en aléa moyen ou fort (67,4 % au niveau départemental et 48,5 % au niveau national). Sur les 3 794 bâtiments dénombrés dans la commune en 2019,  2 215 sont en aléa moyen ou fort, soit 58 %, à comparer aux 84 % au niveau départemental et 54 % au niveau national. Une cartographie de l'exposition du territoire national au retrait gonflement des sols argileux est disponible sur le site du BRGM,.
Par ailleurs, afin de mieux appréhender le risque d’affaissement de terrain, l'inventaire national des cavités souterraines permet de localiser celles situées dans la commune.
Concernant les mouvements de terrains, la commune a été reconnue en état de catastrophe naturelle au titre des dommages causés par des mouvements de terrain en 1999.

## Toponymie
La commune de Mios fait partie du pays de Buch, comme l’attestent les premières mentions de son nom au XIVe siècle : « Myos in Bogio » (c’est-à-dire « en Buch »). Le vocable qui la dénomme est naturellement bien plus ancien, remontant sans doute à l’époque gallo-romaine, où il désignait peut-être un certain « Minus ». Le « n » intervocalique aurait ensuite disparu.

## Histoire
La situation de Mios est celle d’un lieu carrefour, jumeau de celui de l’antique Boïos-Lamothe à son sud-est, à la fois terrestre et fluvial, puisque son site primitif est constitué par les bords de l’Eyre et ses affluents. Mios s’est en fait établi à un carrefour ancien entre un axe bassin d’Arcachon-amont de l’Eyre et un autre Bordeaux-Sanguinet. C’est par un gué majeur, à l’emplacement du pont actuel, et par divers gués annexes qu’on franchissait le fleuve, aucun pont n’existant avant le XIXe siècle.
Au siècle dernier, des routes goudronnées, nombreuses et en bon état, ont remplacé les trois grandes allées de terre qui étaient autrefois les seuls axes terrestres praticables se dirigeant vers Bordeaux et correspondant aux trois gués principaux. La première traversait l’Eyre au Pas de Caussat et reliait Lillet, Reganeau, La Lande et Marcheprime (Testarouch). La seconde venant de Salles passait par Calvin, Hourcet, le pont de Fort puis Lacanau de Mios. La troisième arrivait de La Teste, suivant à peu près le tracé de l’ancienne voie romaine, franchissait l’Eyre et les marais de Pont Neau, puis Testarouch et Toctoucau.
La présence humaine à Mios est attestée de part et d’autre de l’Eyre depuis le chalcolithique, c’est-à-dire 6 000 à 7 000 ans avant notre ère, d’abord grâce aux recherches de Bertrand Peyneau, puis par des découvertes plus récentes. Elles indiquent que, de l’âge du bronze à l’âge du fer, les traces d’habitats et les sites funéraires se répartissent principalement le long des berges de la rivière, mais aussi de ses ruisseaux affluents, révélant un relatif éparpillement de l’occupation humaine qui, malgré l’importance du bourg actuel, est toujours d’actualité, comme le montre la présence de plusieurs quartiers bien distincts les uns des autres sur le territoire de la commune. Les principaux sont aujourd’hui : Lacanau de Mios, Lillet, et Petit Caudos.
Si les experts s’accordent sur l’existence d’une, voire de plusieurs, villas gallo-romaines, les emplacements n'ont toujours pas été retrouvés. Des éléments de fouilles épars – mosaïque, céramiques, monnaies – indiquent cependant l’existence d’un habitat gallo-romain lui aussi dispersé. La pauvreté des sols, composés de landes et de marécages, n’a apparemment pas permis de constituer une aristocratie terrienne assez riche pour se doter (et doter Mios) de bâtiments en dur et aucun vestige significatif remontant aux époques antique et médiévale n'a été retrouvé.
La nature acide des sols a par ailleurs entraîné la disparition des éléments en bois, des métaux, des ossements qui pourraient être précieux pour l’archéologue.
Comme pour l’ensemble du Pays de Buch, un grand vide historique a été constaté entre la fin de l’époque gallo-romaine (Ve siècle) et le Moyen Âge classique ; non pas que Mios fût déserté aux époques mérovingienne et carolingienne, mais faute de vestiges, sarcophages, armes, etc., et de sources épigraphiques ou de documents ecclésiastiques.
Même si le mode de vie gallo-romain a perduré au-delà de la fin de l’Empire, et en dépit du manque de traces dans les écrits ou dans les fouilles, les terres du Pays de Buch n’ont pas dû connaître, jusqu’au Moyen Âge classique, une quiétude semblable à celle procurée par la Pax Romana. En effet, en Aquitaine, le long de la Garonne essentiellement, mais aussi sur les régions côtières, se sont succédé des passages de peuples ou de bandes tribales du Ve au Xe siècle : Wisigoths, Francs, Arabes, Vikings.
Depuis les premières traces connues, l’activité agropastorale assez pauvre ne se distingue en rien de celle des communes avoisinantes. Le territoire, traversé par l’Eyre, bordé par les communes de Sanguinet, Le Teich, Biganos, Cestas, Le Barp, et Salles, est essentiellement constitué d'une grande plaine au sol sablonneux et aride dont l’acidité ne favorise pas la culture de céréales, comme le froment, qui demande un sol riche, épais et plutôt calcaire. Par contre, les hommes y ont toujours trouvé du seigle et du millet et — après l'introduction de celui-ci en Europe — un peu de maïs, qui complétaient, avec les ruches, les ressources importantes de l’élevage de moutons et de vaches. Outre l’agriculture vivrière, les activités des habitants de Mios étaient tournées vers l’exploitation du bois et de ses dérivés : grumes, planches, piquets, charbon de bois, poix… Cette activité a duré de la protohistoire jusqu’aux scieries et usines de térébenthine des XIXe et XXe siècles.

### L'Eyre au cœur de Mios
L’Eyre fut, depuis le début des activités humaines riveraines, un moyen de transport majeur qui permettait les échanges avec le bassin d'Arcachon (flottage du bois, batellerie) ou avec la Grande-Lande, car des traces portuaires ont pu être mises évidence sur ses rives. Mais les Miossais étaient aussi réputés depuis longtemps pour leurs charrois, menant leurs attelages par les voies difficiles de la lande, notamment vers Bordeaux, ou via un autre axe aujourd’hui disparu, le « chemin du sel », du Bassin à La Brède.
Le transport vers Bordeaux du charbon de bois et du petit bois destinés aux particuliers, artisans et commerçants représentait un volet important de l’activité. Ces produits servaient au chauffage, à la cuisson des aliments, aux fours de boulanger, mais aussi, pour le charbon de bois, à des applications artisanales sidérurgiques. Les muletiers transportaient aussi de la résine et de la poix vers le port de Bordeaux, ainsi que des victuailles diverses, volailles, denrées agricoles, miel.
Jusqu’au XIIIe siècle, peu de choses sont connues sur Mios et sa population ; de nombreuses questions se posent, parmi lesquelles :
- Y avait-il une « mansio », un gîte d’étape, à l’époque gallo-romaine ?
- Outre les indices épars indiqués par Bertrand Peyneau, où se trouvait l’habitat gallo-romain : villa, fermes, la ou les nécropoles, les lieux de culte ?
- Le vocable Saint-Martin indique-t-il une église primitive disparue (Ve – VIe siècles) en relation avec l’actuelle église ou une villa hypothétique ?
- Les croupes argileuses du bourg ont-elles fixé des activités anciennes de poterie ?
- Où se trouve l’habitat durant le haut Moyen Âge ?
- À partir de quand Mios a-t-il eu un « centre » ?

### Mios au Moyen Âge
La période qui suit est un peu plus riche en renseignements et quelques seigneuries voient le jour, comme Certes, ou des établissements religieux mentionner leurs possessions, parmi lesquelles Mios. Si les principaux châteaux étaient à Audenge, à Lamothe, à La Teste, ils laissent supposer l’existence de quelques ouvrages défensifs en terre, de moindre importance (mottes) dans la commune de Mios à partir des XIe – XIIe siècles, mais les Miossais devaient cependant assurer le service de garde ailleurs, à Audenge notamment. Il faut souligner que ces « gardes » dues aux seigneurs consistaient surtout à surveiller la mer, car du côté des terres, les landes et marécages protégeaient bien mieux que les modestes « castéras ».
À la fin du Moyen Âge, l’Aquitaine passe de la domination anglaise à celle des rois de France, mais, pour nos Gascons du Pays de Buch et de la « petite mer », isolés au milieu de leurs landes souvent inondées, rien ne change vraiment. Les transporteurs de bois, de poix, de sel ou de poissons partis de Salles, de Mios ou des bords de la mer mettent toujours plusieurs jours par de mauvais chemins de sable pour rejoindre la grande ville de Bordeaux. Dans les hameaux, chacun vit pauvrement, en quasi-autarcie : de maigres troupeaux donnent le lait et la viande, et leur fumier, dans ces terres si pauvres, permet de cultiver le seigle pour le pain et la vigne pour le vin.
Les familles portent souvent les mêmes noms et, pour les différencier, beaucoup sont qualifiées par des sobriquets liés au lieu d’habitation, au métier ou à une particularité physique. Ces « chafres » pouvaient se transmettre sur plusieurs générations et sont souvent encore utilisés de nos jours.

### Mios à l'époque moderne
Aux XVIIe et XVIIIe siècles, les seigneurs locaux cherchent à moderniser la contrée et à augmenter leurs revenus : ils construisent notamment des moulins sur les ruisseaux du bassin de l’Eyre et mettent en valeur les marais du fond du bassin d’Arcachon inondés à chaque marée.
la fin du XVIIIe siècle, l’influence des physiocrates entraîne le développement de toutes les richesses agricoles potentielles. De riches bourgeois locaux ou étrangers (tels Gaillard de Beauchamp sur Mios et Damien Nézer sur Le Teich) tentent de nombreuses expériences de « colonisation » de nouvelles terres, avec souvent des déconvenues.

### Les conséquences de la Révolution française et les débuts de l'ère industrielle
La Révolution française permet le transfert de la propriété des terres cultivées, des seigneurs vers ceux qui les travaillent, et favorise l’émergence d’une bourgeoisie locale avide de changements grâce au libéralisme économique. Tout change avec la révolution industrielle, trop vite pour beaucoup qui n’acceptent que très difficilement ce passage de la vie agropastorale aux nouvelles activités et aux nouveaux moyens de transport. Les briqueteries et les forges exploitent les richesses locales et inaugurent le passage du travail de la terre à l’industrie naissante.

### Les débuts de la sylviculture
La loi de 1857 qui impose le drainage des Landes de Gascogne et l’implantation de la grande sylviculture bouleverse complètement la vie des habitants. Les bergers doivent laisser la place aux forestiers qui, après un travail très important de construction de routes et de creusement de fossés ou crastes, plantent et exploitent le pin maritime. Cet arbre qui a toujours existé sous forme de quelques « pignadars » permettait, déjà avant l’époque romaine, l’exploitation des bois résineux pour en extraire la poix très recherchée pour le calfatage des bateaux. Avec la plantation de cet immense massif de pins maritimes, l’exploitation du bois et de la résine se généralise et l’arrivée du chemin de fer permet de transporter toutes ces richesses entre leurs lieux de production et ceux de leur mise en valeur. Une grande quantité d’établissements industriels voient le jour : les scieries transforment le tronc brut en bois d’œuvre et de nombreuses distilleries de gemme se créent dans tout le territoire, le plus souvent en des endroits proches d’une station du chemin de fer. Le centre bourg de Mios voit ainsi l’établissement, rien qu’autour de la gare, de trois grosses scieries et de deux ateliers à gemme. C’est à Mios que, pour la première fois, les hommes fabriquent du papier à partir du bois de pin maritime. En 1884, la ligne des Chemins de fer économiques était en effet venue s’ajouter au réseau des « routes agricoles » décrété le 1er août 1857 et construit par la Compagnie du Midi, permettant à nos populations de se déplacer plus facilement.
La commune de Mios a traversé l’Histoire en laissant des témoignages nombreux pour l’époque préhistorique, mais plus rares pour les périodes pastorales, marquées par l’exploitation des ressources de la forêt, de son bois et des pâturages. Elle est ensuite entrée tout doucement dans « l’ère moderne ».

## Héraldique
| Armes | Les armes de Mios se blasonnent ainsi : « D’azur à un écureuil d’or rongeant une noisette du même. Au chef de gueules à trois coquilles de Saint-Jacques d’or et de sable posées en fasce, oreilles tournées vers le chef. » |

## Logo

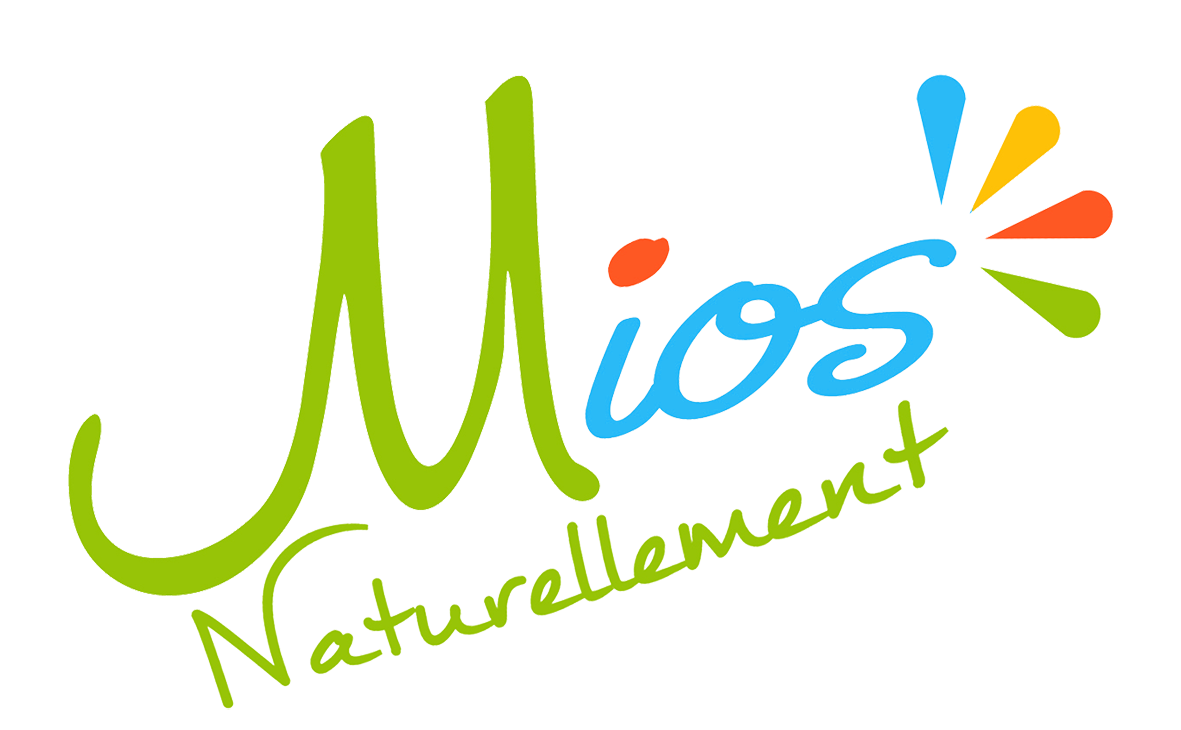
Logo de Mios.

Depuis avril 2010, la ville de Mios possède son logotype.

## Politique et administration

### Liste des maires
| Période                                  | Période  | Identité         | Étiquette   | Qualité                                                              |
| ---------------------------------------- | -------- | ---------------- | ----------- | -------------------------------------------------------------------- |
| 1884                                     | 1919     | Bertrand Peynaud | Républicain | Docteur en médecine, conseiller d'arrondissement du canton d'Audenge |
| 1919                                     | 1925     | Edgard Daron     | Rad.        | Pharmacien                                                           |
| 1925                                     |          | René Caillier    | AD          | Avocat, sénateur                                                     |
| 1925                                     | 1944     | Pierre Germain   |             | Docteur en médecine                                                  |
| 1945                                     | 1955     | René Bonneterre  |             |                                                                      |
| 1955                                     | 1965     | Rémy Dalbos      |             |                                                                      |
| 1965                                     | 1977     | Henri Bravard    |             | Docteur en médecine                                                  |
| 1977                                     | 1989     | Pierre Baillet   |             | Géomètre-expert                                                      |
| 1989                                     | 2014     | François Cazis   | SE          | Retraité                                                             |
| 2014                                     | En cours | Cédric Pain      | PS          | Chef d'entreprise Conseiller départemental depuis juin 2021          |
| Les données manquantes sont à compléter. |          |                  |             |                                                                      |

## Démographie
On remarque, dans l'évolution de la population miossaise, une augmentation presque constante jusqu'à la Première Guerre mondiale.
À l'issue de la Grande Guerre, la population a chuté de près de 10 %. Une baisse quasiment continue marque l'entre-deux-guerres en raison du nombre de morts, mais également du manque de naissances, de l'exode rural qui a touché les campagnes à cette époque et de la fin de l'exploitation des pins par les gemmeurs.

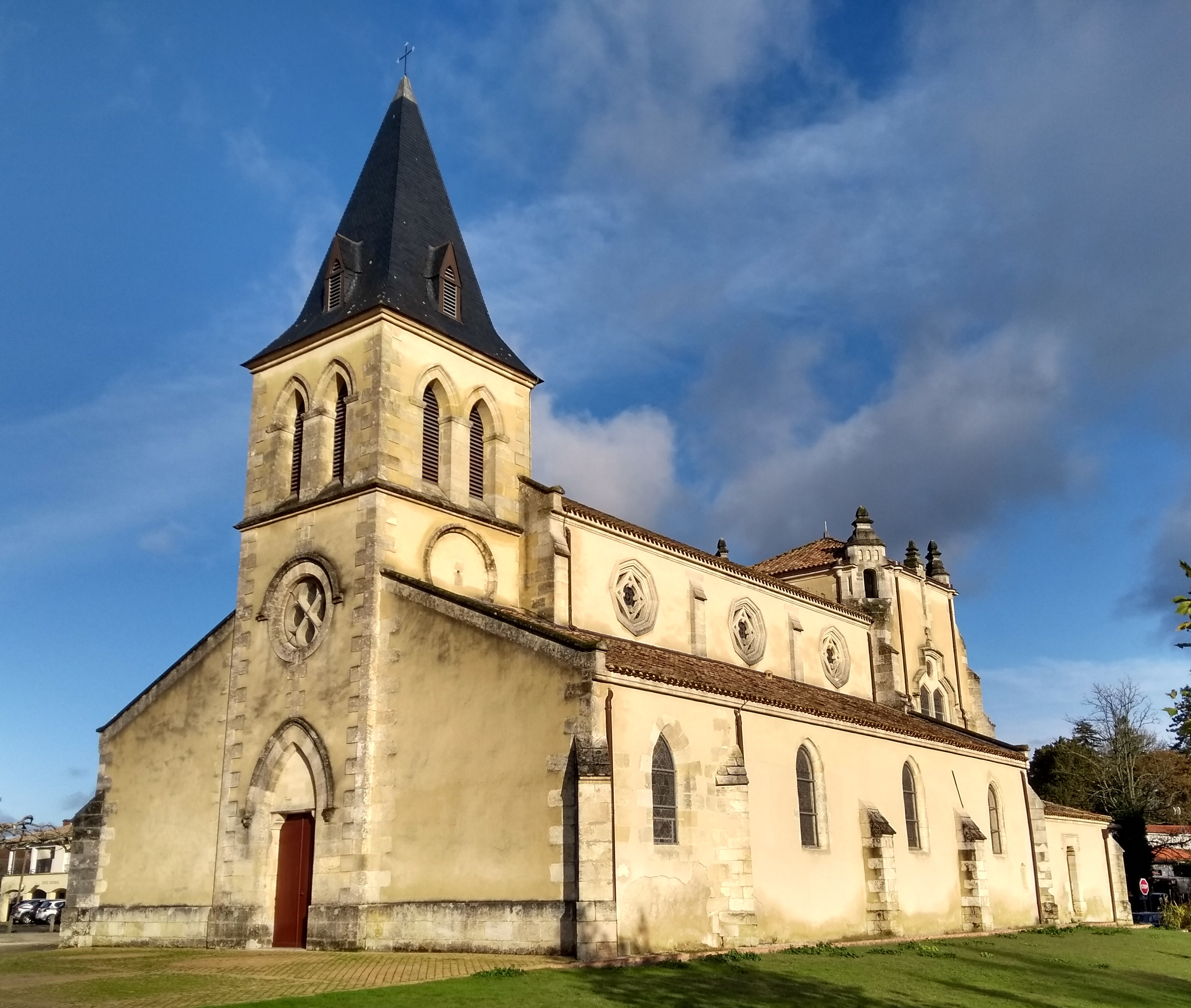
Église Saint-Martin

L'évolution du nombre d'habitants est connue à travers les recensements de la population effectués dans la commune depuis 1793. Pour les communes de plus de 10 000 habitants les recensements ont lieu chaque année à la suite d'une enquête par sondage auprès d'un échantillon d'adresses représentant 8 % de leurs logements, contrairement aux autres communes qui ont un recensement réel tous les cinq ans,.

En 2022, la commune comptait 11 756 habitants, en évolution de +23,58 % par rapport à 2016 (Gironde : +6,91 %, France hors Mayotte : +2,11 %).
| 1793  | 1800  | 1806  | 1821  | 1831  | 1836  | 1841  | 1846  | 1851  |
| ----- | ----- | ----- | ----- | ----- | ----- | ----- | ----- | ----- |
| 1 835 | 1 714 | 1 874 | 2 106 | 2 284 | 2 174 | 2 186 | 2 252 | 2 282 |

| 1856  | 1861  | 1866  | 1872  | 1876  | 1881  | 1886  | 1891  | 1896  |
| ----- | ----- | ----- | ----- | ----- | ----- | ----- | ----- | ----- |
| 2 384 | 2 443 | 2 514 | 2 605 | 2 589 | 2 685 | 2 611 | 2 691 | 2 772 |

| 1901  | 1906  | 1911  | 1921  | 1926  | 1931  | 1936  | 1946  | 1954  |
| ----- | ----- | ----- | ----- | ----- | ----- | ----- | ----- | ----- |
| 2 986 | 2 892 | 2 918 | 2 623 | 2 688 | 2 587 | 2 309 | 2 363 | 2 396 |

| 1962  | 1968  | 1975  | 1982  | 1990  | 1999  | 2006  | 2011  | 2016  |
| ----- | ----- | ----- | ----- | ----- | ----- | ----- | ----- | ----- |
| 2 437 | 2 457 | 2 446 | 2 977 | 3 786 | 4 620 | 6 206 | 7 545 | 9 513 |

| 2021   | 2022   | - | - | - | - | - | - | - |
| ------ | ------ | - | - | - | - | - | - | - |
| 11 469 | 11 756 | - | - | - | - | - | - | - |

## Lieux et monuments
- La chapelle Saint-Brice abrite une cloche datant de 1700 classée monument historique en 1942[27].
- L'église Saint-Martin, église romane, agrandie au XIXe siècle : chœur et chapelles gothiques, restes de vitraux XVIe siècle. Le bâti de l’église Saint-Martin, tel qu'il existe aujourd’hui, date de 1895 environ. Il se compose de sept parties qui ont été construites au fil du temps depuis 1540 : un porche appuyé sur le bas-côté nord, une nef terminée à l’ouest par un clocher, le chœur à l’est encadré par deux sacristies et le bas-côté sud. Son chœur beffroi d’inspiration hispanisante lui confère un caractère d’église d’Amérique latine.

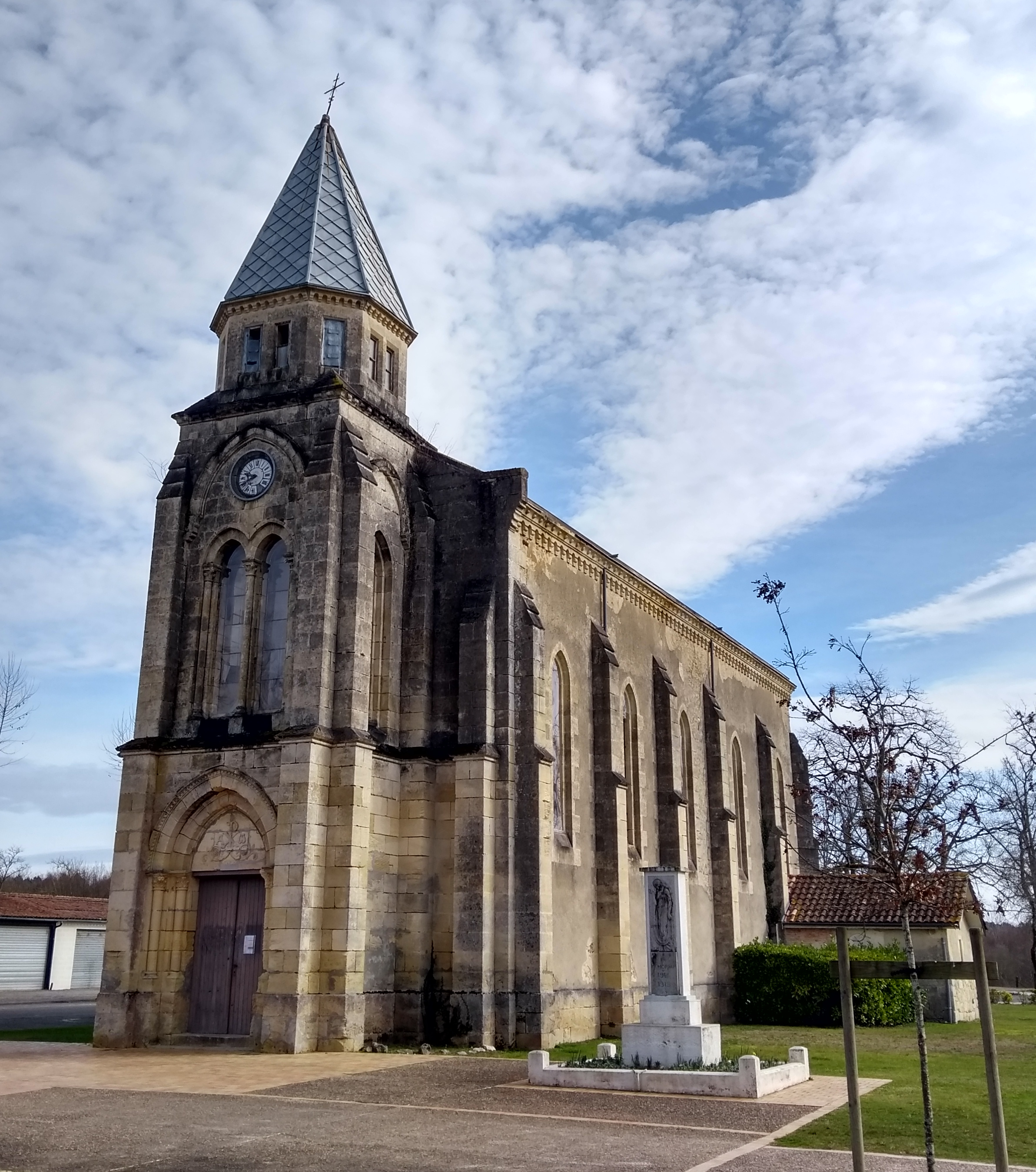
Église Saint-Jean de Lacanau-de-Mios

### L’église Saint-Jean-de-Florence
Cette église, achevée en 1887 et non modifiée depuis, est venue remplacer la chapelle de Florence devenue trop petite. C’est Pierre Lalande, entrepreneur à Salles, qui fut chargé de la construction avec entre autres les matériaux de l’ancienne chapelle démolie. L’église Saint-Jean se compose d’un clocher octogonal, d’une nef d’environ 12 mètres prolongée par le chœur et terminée par une abside pentagonale. Une sacristie est accolée au chœur, côté sud. Les murs ainsi que le chœur, ont été entièrement peints par le décorateur Ricaud.

## Sports
Les activités sportives présentes dans la commune sont en particulier :
- le handball : Union sportive Mios-Biganos ;
- le tennis : US Mios tennis club ;
- la pratique du BMX : BMX club de Mios ;
- le volley-ball : Union Salles Mios volley-ball[28] ;
- le football : Landes Girondines football club ;
- la gymnastique : SMG (Société miossaise de gymnastique).

## Personnalités liées à la commune
Bertrand Peyneau, né à Mios le 9 juin 1856 et décédé le 18 avril 1934, est un docteur en médecine, maire de Mios de 1884 à 1919 et archéologue reconnu. Il a effectué de nombreuses fouilles dans la commune et a découvert notamment la cité gallo-romaine de Boïï en bordure de l’Eyre. Ses collections archéologiques ont été léguées au musée de la Société Scientifique d’Arcachon. Il a fait éditer en 1926 trois livres résumant le résultat de ses recherches, « Découvertes Archéologiques dans le Pays de Buch ».
François Bernardin Azaïs, né le 31 janvier 1870 à Saint-Pons dans l’Hérault et mort en 1966, entre au couvent à l’âge de quinze ans, Il est nommé vicaire en 1941 puis curé desservant Lacanau de Mios jusqu’en 1957. Le père Azaïs est un frère capucin, membre de l’ordre des frères mineurs capucins (O.F.M.C.). En 1897, il part en Éthiopie rejoindre la mission dite des «Galla ». Missionnaire, il est chargé de la création d’une léproserie avec l’aide de Monseigneur Jarosseau, mais également de la conversion de la population locale oromo. Après cette expérience, Azaïs est chargé de s’occuper de l’imprimerie de la mission. Il rédige et publie de nombreux articles sur la vie de la mission, mais aussi sur l’Église orthodoxe éthiopienne et la religion des « Galla ». Pendant ces dix-sept années passées comme missionnaire, de 1922 à 1926, Azaïs a également participé à des expéditions archéologiques en Thrace et en Éthiopie.
Pierre Germain, né à Mios le 20 mars 1885 et décédé le 22 décembre 1974 est un docteur en médecine et maire de Mios de 1925 à 1944. Éminent érudit, le docteur Germain est aussi amateur d’art et rencontre de nombreux artistes dans des disciplines aussi variées que la poésie, la littérature, la peinture, la sculpture. Grand collectionneur, sa maison est un véritable musée. Passionné d’astronomie, il fait construire l’observatoire et différents postes de mesures sur le lotissement qui porte aujourd'hui son nom.
Georges Avocat-Benan est un officier de l'armée de l'air mort le 14 janvier 1985 dans le crash (sur la commune de Mios, en zone boisée) de son Alpha Jet no 111 immatriculé 8-NA de l'escadron de chasse 2/8 « Nice » de la base aérienne de Cazaux, au cours d'un atterrissage de nuit (un monument commémoratif existe sur les lieux du crash).

## Jumelage
Mios est jumelée avec  Val de San Vicente (Espagne), commune située en Cantabrie, au nord-ouest de l’Espagne.
Crée en 2000, le comité de jumelage entretient des échanges réguliers avec ses homologues, notamment durant les fêtes locales. Des cours d’espagnol sur trois niveaux sont proposés d’octobre à juin pour les Miossais volontaires.